# Herminia fasciata
Herminia fasciata är en fjärilsart som beskrevs av Bruun. 1949. Herminia fasciata ingår i släktet Herminia och familjen nattflyn. Inga underarter finns listade i Catalogue of Life.